# Кудеяров, Валерий Николаевич
Валерий Николаевич Кудеяров (род. 18 мая 1939, Кратово, Московская область) — российский почвовед, член-корреспондент РАН, доктор биологических наук, профессор, заслуженный деятель науки Российской Федерации, директор Института физико-химических и биологических проблем почвоведения РАН, главный редактор журнала «Агрохимия».

## Биография
Родился 18 мая 1939 года в Подмосковном посёлке Кратово.
Окончил Московскую сельскохозяйственную академию им. К. А. Тимирязева. Был учеником последователя Д. Н. Прянишникова — профессора А. В. Петербургского. Затем работал в Восточно—Сибирском институте биологии СО РАН, в НИИ удобрений и инсектофунгицидов (НИИУИФ) МСХ СССР (Московская область), потом переходит на работу во Всесоюзный институт удобрений и агропочвоведения (ВИУА) ВАСХНИЛ.
- с 1969 — старший научный сотрудник в отделе почвоведения, агрохимии и комплексной мелиорации почв Института биохимии и физиологии микроорганизмов АН СССР (с 1970 года Институт агрохимии и почвоведения (ИАП) АН СССР)
- до 1980 — был заместителем директора ИАП АН СССР и руководителем лаборатории питательного режима почв.
- с 1982 — возглавляет отдел агрохимии и лабораторию почвенных циклов углерода Института почвоведения и фотосинтеза (ИПФС) (создан на базе Института агрохимии и почвоведения и Института фотосинтеза).
- с 1999 — директор Института физико-химических и биологических проблем почвоведения Российской академии наук (создан на базе 2-х отделов ИПФС)[1].
- в 2011 году — избран членом-корреспондентом РАН.

## Творчество
В. Н. Кудеяров является крупным ученым в области изучения круговоротов азота и углерода и экологически оптимальных приемов применения удобрений и баланса углерода. Автор и соавтор более 270 работ, в том числе 5 монографий, 7 изобретений.
В Пущинском государственном университете является деканом Учебного центра «Почвоведение, экология и рациональное природопользование». Член Президиума Пущинского научного центра.
Главный редактор журнала «Агрохимия», заместитель главного редактора журнала «Почвоведение», член редколлегии международного журнала «International Agrophysic», член специализированного совета по защитам докторских диссертаций при факультете почвоведения МГУ. Вице-президент «Общества почвоведов им. В. В. Докучаева» РАН.

## Награды, почётные звания
- Заслуженный деятель науки Российской Федерации (2002)
- Премия имени Д. Н. Прянишникова (2005) — за цикл работ «Агрохимические и экологические аспекты исследования круговорота азота и применения азотных удобрений»